# Himalaphaenops
Himalaphaenops is een geslacht van kevers uit de familie van de loopkevers (Carabidae). De wetenschappelijke naam van het geslacht is voor het eerst geldig gepubliceerd in 1980 door Ueno.

## Soorten
Het geslacht Himalaphaenops is monotypisch en omvat slechts de volgende soort:
- Himalaphaenops nishikawai Ueno, 1980